# بيلي براون (لاعب كرة قدم أسترالية)
بيلي براون (بالإنجليزية: Billy Brown)‏ هو لاعب كرة قدم أسترالية أسترالي، ولد في 9 أكتوبر 1942.

## وصلات خارجية
- بيلي براون على موقع AustralianFootball.com (الإنجليزية)
- بيلي براون على موقع AFLtables.com (الإنجليزية)